# Fußball-Weltmeisterschaft 1950/Chile
Dieser Artikel behandelt die chilenische Fußballnationalmannschaft bei der Fußball-Weltmeisterschaft 1950.

## Qualifikation
Da Argentinien zurückzog, waren Chile und Bolivien automatisch qualifiziert.

## Chilenisches Aufgebot
| Nr.        | Name               | Verein vor WM-Beginn    | Geburtstag | Spiele   | Tore     | Platzverweise |
| Torhüter   | Torhüter           | Torhüter                | Torhüter   | Torhüter | Torhüter | Torhüter      |
| ---------- | ------------------ | ----------------------- | ---------- | -------- | -------- | ------------- |
|            | Sergio Livingstone | CD Universidad Católica | 26.03.1920 | 3        | 0        | 0             |
|            | René Quitral       | CD Santiago Wanderers   | 15.09.1924 | 0        | 0        | 0             |
| Abwehr     |                    |                         |            |          |          |               |
|            | Manuel Álvarez     | CD Universidad Católica | 23.05.1928 | 3        | 0        | 0             |
|            | Arturo Farías      | CSD Colo-Colo           | 01.11.1927 | 3        | 0        | 0             |
|            | Miguel Flores      | CF Universidad de Chile | 11.10.1920 | 0        | 0        | 0             |
|            | Manuel Machuca     | CSD Colo-Colo           | 06.06.1924 | 1        | 0        | 0             |
|            | Fernando Roldán    | CD Universidad Católica | 15.10.1921 | 2        | 0        | 0             |
|            | Francisco Urroz    | CSD Colo-Colo           | 14.12.1920 | 0        | 0        | 0             |
| Mittelfeld |                    |                         |            |          |          |               |
|            | Miguel Busquets    | CF Universidad de Chile | 15.10.1920 | 3        | 0        | 0             |
|            | Fernando Campos    | CSD Colo-Colo           | 15.10.1923 | 0        | 0        | 0             |
|            | Hernán Carvallo    | CD Universidad Católica | 19.08.1922 | 2        | 0        | 0             |
|            | Carlos Rojas       | Unión Española          | 02.10.1928 | 1        | 0        | 0             |
|            | Osvaldo Sáez       | CSD Colo-Colo           | 13.08.1923 | 0        | 0        | 0             |
| Angriff    |                    |                         |            |          |          |               |
|            | Atilio Cremaschi   | Unión Española          | 08.03.1923 | 3        | 2        | 0             |
|            | Guillermo Díaz     | CD Santiago Wanderers   | 29.12.1930 | 2        | 0        | 0             |
|            | Carlos Ibáñez      | CD Magallanes           | 30.11.1931 | 1        | 0        | 0             |
|            | Raimundo Infante   | CD Universidad Católica | 02.02.1928 | 0        | 0        | 0             |
|            | Luis Mayanés       | CF Universidad de Chile | 15.01.1925 | 1        | 0        | 0             |
|            | Manuel Muñoz       | CSD Colo-Colo           | 28.04.1928 | 2        | 0        | 0             |
|            | Andrés Prieto      | CD Universidad Católica | 19.12.1928 | 2        | 1        | 0             |
|            | Fernando Riera     | CD Universidad Católica | 27.06.1920 | 1        | 1        | 0             |
|            | George Robledo     | Newcastle United        | 14.04.1926 | 3        | 1        | 0             |
| Trainer    |                    |                         |            |          |          |               |
|            | Alberto Buccicardi |                         | 11.05.1914 |          |          |               |

## Spiele der chilenischen Mannschaft

### Vorrunde
| Rang | Land    | Sp. | S | U | N | Tore | Diff. | Punkte |
| ---- | ------- | --- | - | - | - | ---- | ----- | ------ |
| 1    | Spanien | 3   | 3 | 0 | 0 | 6:1  | +5    | 6:0    |
| 2    | England | 3   | 1 | 0 | 2 | 2:2  | +0    | 2:4    |
| 3    | Chile   | 3   | 1 | 0 | 2 | 5:6  | −1    | 2:4    |
| 4    | USA     | 3   | 1 | 0 | 2 | 4:8  | −4    | 2:4    |

| 24. Juni 1950 in Rio de Janeiro |   |         |           |
| Chile                           | – | England | 0:2 (0:1) |
| 29. Juni 1950 in Rio de Janeiro |   |         |           |
| Chile                           | – | Spanien | 0:2 (0:2) |
| 2. Juli 1950 in Recife          |   |         |           |
| Chile                           | – | USA     | 5:2 (2:0) |